# Strangalia sumatrensis
Strangalia sumatrensis är en skalbaggsart som först beskrevs av Charles Joseph Gahan 1907.  Strangalia sumatrensis ingår i släktet Strangalia och familjen långhorningar. Inga underarter finns listade i Catalogue of Life.